# Distrito de Cahuacho
El distrito de Cahuacho es uno de los trece distritos de la Provincia de Caravelí, ubicada en el Departamento de Arequipa, bajo la administración del Gobierno regional de Arequipa, en el sur del Perú. 
Desde el punto de vista jerárquico de la Iglesia católica forma parte de la Prelatura de Caravelí en la Arquidiócesis de Arequipa.

## Historia
Cahuacho allá por el año 1800 era un pequeño y humilde caserío donde habitaban de cinco a ocho familias solamente, siendo luego poblados por personas provenientes de Caravelí, Atico, Camaná y Parinacochas, adueñándose de algunos terrenos, enviando otras familias para el cuidado de sus propiedades y desde entonces Cahuacho fue poblándose poco a poco.
El distrito fue creado mediante Ley n.º 8004 del 22 de febrero de 1935, en el gobierno del Presidente Oscar R. Benavides.

## Geografía
Su gente es muy gentil y hospitalaria. Cahuacho tiene una amplia vista paisajista, su campiña siempre verde, los cerros que lo rodean están cubiertos de vegetación y la vista del bello volcán Sara Sara.

## Autoridades

### Municipales
- 2011-2014[2]
  - Alcalde: José Leonidas Neira Rospigliosi, del Movimiento Fuerza Arequipeña (FA).
  - Regidores: Moro Edmundo De La Cruz Huarcaya (FA), Ángel Rafael Rivera Huamaní (FA), Margoth Montoya Cataño (FA), Cila Huamán Bustamante (FA), Andrés Héctor Guerreros Panibra (Alianza por Arequipa).
- 2007-2010
  - Alcalde: Edgar Manuel Espinoza Aguayo.

### Religiosas
- Obispo Prelado: Mons. Juan Carlos Vera Plasencia, MSC.
- Párroco:  Mons. Bernardo Kühnel Langer MSC (Obispo emérito)  (Parroquia Catedral San Pedro Apóstol de Caravelí).[3]

## Festividades
- Las cruces.
- San Andrés
- Virgen de Copacabana
- Virgen María Auxiliadora.
- San Vicente de Ferrer.

## Turismo

### Los altos de Caraveli
Es un Área de Reserva y Conservación Municipal fue creada el 4-NOV-2005 y abarca un área aproximada de 15,000 has. que limita por el oeste con la quebrada de Occororo y río Caraveli, por el sur con la Pampa y el cerro Tenera y por el este con el río Ocoña. Se creó con la visión de protección ecológica, emprendiendo la tarea de preservar dicha área para proteger una de las poblaciones de guanacos más importantes del país, así como 44 vertebrados y 32 plantas amenazadas y 23 especies endémicas del Perú; para proteger recursos forestales en inmejorable estado de conservación, tales como el Lloque y para mantener muestras representativas propias de paisajes del desierto y la puna, con especies únicas y raras del país; para proteger los recursos hídricos y pasturas que permiten las actividades de producción sostenible en el área y áreas aledañas y para mantener los procesos evolutivos que vienen ocurriendo en esta zona. 

### Incawasi
Ubicado en el Anexo de Ayroca se encuentran importantes restos de la época Incaica, el complejo Arqueológico de Incawasi era un santuario de culto, donde se puede apreciar, construcciones de piedra; este cacicasgo fue dominio de la cultura Wari. 